# バルトロメオ1世・デッラ・スカラ
バルトロメオ1世・デッラ・スカラ（イタリア語: Bartolomeo I della Scala、1269年もしくは1270年? - 1304年3月7日もしくは3月8日）は、デッラ・スカラ家の人物で、その祖先や子孫が代々務めたようにヴェローナの領主であった。フィレンツェから追放されたダンテ・アリギエーリの保護者であったことも知られている。 

## 家督相続まで
アルベルト1世・デッラ・スカラの息子として生まれたが生年は不明。1297年と1299年には、父アルベルトから2つの戦争事業を任された。1つ目はトレント司教領（Principato vescovile di Trento）に対するもので、カステルバルコ家（Castelbarco、ロヴェレートとリーヴァ・デル・ガルダの間に領地を持っていた）を脅かし、2つ目はマントヴァに対するもので、バルデローネ・ディ・ボナコルシ（Bardellone dei Bonacolsi）を退却させるためにマントヴァを占領したのだった。
この2つの勝利は、カステルバルコ家とマントヴァの忠誠心をさらに強固なものにした。バルトロメオはこのようにして、2つの遠征で偉大な指揮官の称号を誇ることができた。
父は1301年9月3日にヴェローナで亡くなり、31歳の長男である彼が領主の座に就き、まだ未成年であった2人の弟、アルボイーノ（後のアルボイーノ1世・デッラ・スカラ）とカングランデ（後のカングランデ1世・デッラ・スカラ）の親権も与えられた。

## ヴェローナ領主として
バルトロメオは戦士としての資質を備えていたが、平和を維持し、都市を統治することを好んだ。実際、1301年9月30日には、トレントの司教と和平協定を結ぶことができた。この平和が求められたのは、バルトロメオ自身がロンバルディアに新たな脅威が生まれつつあることを感じ取っていたからである。ミラノのギベリンが新たな指導者を見つけ、デッラ・スカラ家に代わって北イタリアのギベリンの勢力となろうとしていたのである。実際、マッテオ・ヴィスコンティ（Matteo Visconti）はすでに皇帝の代官に任命されていたので、北からの攻撃の危険性があったが、トレントの国境が平和になったことで、そのようなことは起こらなくなった。和平が成立すると、バルトロメオは直ちに新たな同盟を求め、翌1302年9月7日、ロンバルディア地方の主要なゲルフであるピアチェンツァ公との間で締結された。この同盟は、ミラノを去ることを余儀なくされたヴィスコンティの崩壊を早めるのに重要であった。このようにして、ヴィスコンティ家の拡大の試みは一時的に停止した。
その後は、兄弟と2人の息子フランチェスチーノ（Franceschino、チチーノ（Chichino）と呼ばれる）とバイラルディーノ（Bailardino、非嫡出子）と平和に過ごしていた。治世の最後の年には、ゲルフ族の黒い派閥によってフィレンツェから追放されたダンテ・アリギエーリを迎えた。1304年3月7日に若くして亡くなり、後継者は嫡出の息子ではなく、2番目に生まれた弟のアルボイーノになったため、一族内での争いは避けられた。

## 子女
1291年に結婚した最初の妻、コラッド・ディ・アンティオキア（Corrado di Antiochia）の娘のコンスタンツァ・ディ・アンティオキア（Costanza di Antiochia、チェラーノとアルバの伯爵）との間にフランチェスコという一子を設けた。また2番目の妻であるサヴォイ伯爵家のオネスタ（Onesta dei conti di Savoia）との間には、子供はいなかったが、愛人（名前は伝わっていない）との間に隠し子を2人持ったと言われる。一人はチェッキーノ（Cecchino della Scala）、もう一人はバイラルツィーノ（Bailardino）。